# 2013 في بلجيكا
فيما يلي قوائم الأحداث التي وقعت خلال عام 2013 في بلجيكا.

## سياسة

### تعيين في المنصب
- 21 يوليو – فيليب ملك بلجيكا King of the Belgians  [لغات أخرى]‏.

### انتهاء فترة المنصب
- 21 يوليو – ألبير الثاني ملك بلجيكا King of the Belgians  [لغات أخرى]‏.

## رياضة
- 1 يناير – طواف فلاندرز 2013
- 22 مارس – إي ثري هاريل بيك 2013
- 24 مارس – غنت-وفلجم 2013 الفائزون بوروت بوزيتش، جريج فان أفرمت، بيتر ساجان.
- 31 مارس – طواف فلاندرز للنساء 2013 الفائزون ماريان فوس، إيلين فان دايك، إيما جوهانسون.
- 17 أبريل – فليش والون للنساء 2013 الفائزون إليسا ونغو بورغيني، ماريان فوس، آشلي مولمان.
- 21 أبريل – لييج-باستون-لييج 2013
- 25 أغسطس – جائزة بلجيكا الكبرى 2013 الفائز سباستيان فيتل.

## أفلام
من الأفلام التي صدرت هذه السنة في بلجيكا:
- 1 يناير – ديانا من إخراج أوليفر هيرشبيغل.
- 1 يناير – صدأ وعظم من إخراج جاك أوديار.
- 2 مايو – التطهير من إخراج جيمس ديموناكو.
- 19 مايو – بورجمان من إخراج ألكس فان وارميردام.
- 23 مايو – حياة أديل من إخراج عبد اللطيف كشيش.
- 25 ديسمبر – شبق من إخراج لارس فون ترايير.

## موسيقى

### ألبومات
من الألبومات التي صدرت هذه السنة في بلجيكا:
- 16 أغسطس – راسين كاري من غناء ستروماي.

## وفيات

### مارس
- 5 مارس – فرنسيس لومير (مواليد 1936) ممثل بلجيكي.[1]

### يونيو
- 26 يونيو – مارك ريتش (مواليد 1934)[2]